# O Capital, Livro III

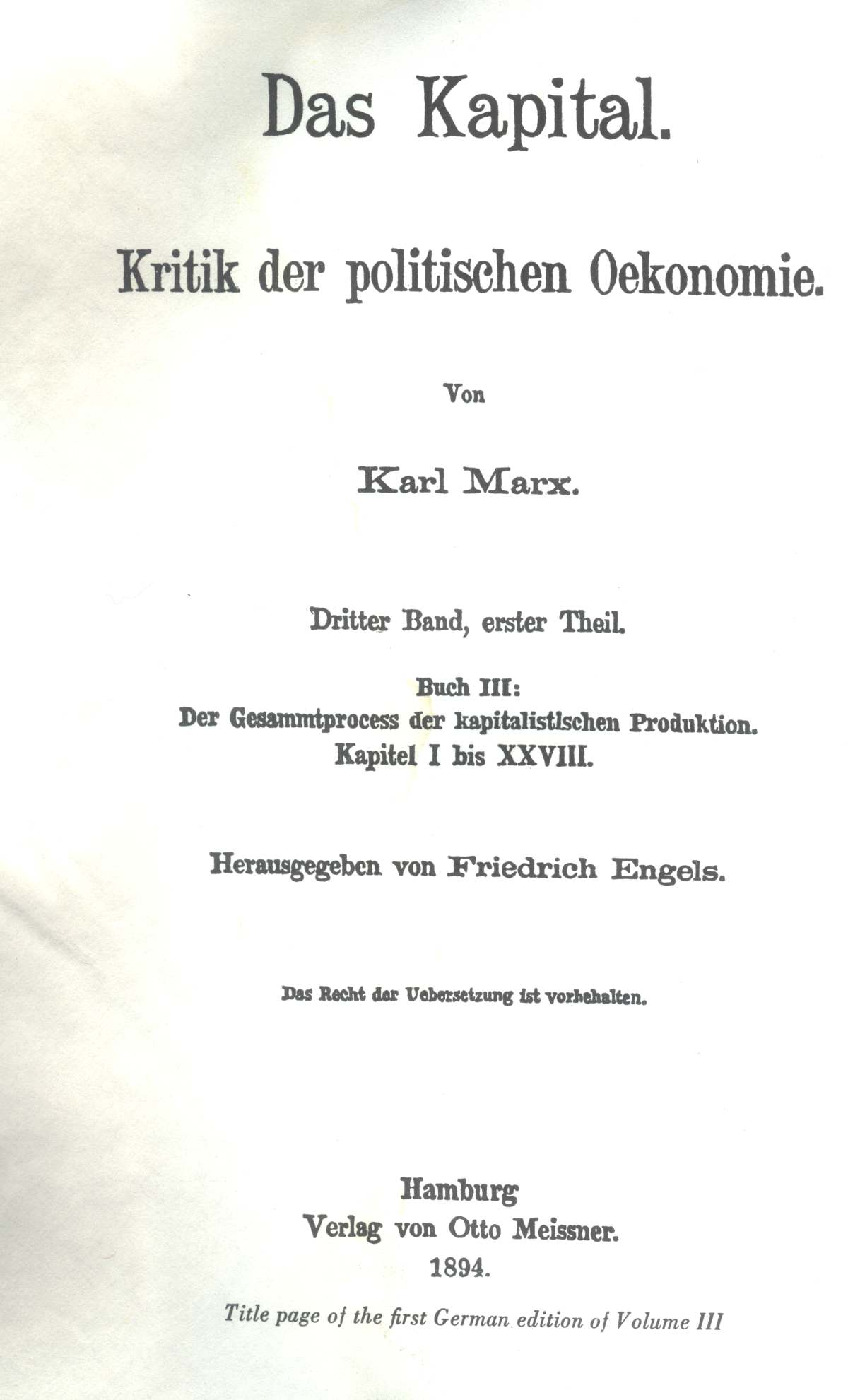
O Capital, Livro III

O Capital, Livro III, subtítulo O Processo Global da Produção Capitalista, é o terceiro livro de O Capital: Crítica da Economia Política de Karl Marx, publicado postumamente por seu companheiro Friedrich Engels em 1894 com base em manuscritos aos quais o próprio Marx não teve tempo suficiente para dar forma definitiva.
O livro III de O Capital foi publicado quando o marxismo já era amplamente dominante no seio do movimento operário e socialista europeu.

## Conteúdo
Além de um Prefácio por Engels, o livro terceiro de O Capital compreende sete partes:
1. Parte Primeira: A Transformação da Mais-Valia em Lucro e da Taxa de Mais-valia em Taxa de Lucro
2. Parte Segunda: Conversão do Lucro em Lucro Médio
3. Parte Terceira: Lei Tendência a Cair da Taxa de Lucro
4. Parte Quarta: Conversão do Capital-Mercadoria e do Capital-Dinheiro em Capital Comercial e Capital Financeiro Como Formas do Capital Mercantil
5. Parte Quinta: Divisão do Lucro em Juro e Lucro de Empresário. O Capital Produtor de Juros
6. Parte Sexta: Conversão do Lucro Suplementar em Renda Fundiária
7. Parte Sétima: As Rendas e Suas Fontes

## Traduções brasileiras
Abaixo, algumas traduções brasileiras diretamente da língua alemã para o português:
- O Capital. Crítica da Economia Política. Livro Terceiro: O Processo Global da Produção Capitalista, em 3 volumes, tradução de Reginaldo Sant'Anna, São Paulo: Difel Editorial ou Rio de Janeiro: Civilização Brasileira, 1981-83.
- O Capital [Livro 3]. Crítica da economia política. O processo global da produção capitalista, Boitempo Editorial, 2017. Tradução de Rubens Enderle. ISBN 9788575595107